# 3. ŽNL Koprivničko-križevačka 2008./09.
Ovaj članak je podtema članka: 7. rang HNL-a 2008./09.

3. ŽNL Koprivničko-križevačka u sezoni 2008./09. je bila nogometna liga trećeg stupnja na području Koprivničko-križevačke županije te liga sedmog stupnja nogometnog prvenstva Hrvatske. 
 
Sudjelovalo je 14 klubova, a prvak je bila "Reka". 

## Sustav natjecanja
14 klubova je igralo dvokružnu ligu (26 kola).

## Ljestvica
| mj. | klub                          | ut. | pob. | ner. | por. | gol+ | gol- | bod |
| --- | ----------------------------- | --- | ---- | ---- | ---- | ---- | ---- | --- |
| 1.  | Reka                          | 26  | 18   | 5    | 3    | 85   | 27   | 59  |
| 2.  | Graničar Novo Virje           | 26  | 16   | 3    | 7    | 73   | 44   | 51  |
| 3.  | Rudar Botinovec               | 26  | 15   | 1    | 10   | 44   | 29   | 46  |
| 4.  | Udarnik Zablatje              | 26  | 11   | 8    | 7    | 58   | 47   | 41  |
| 5.  | Mladost Sigetec               | 26  | 12   | 4    | 10   | 59   | 51   | 40  |
| 6.  | Mladost Podravske Sesvete     | 26  | 12   | 2    | 12   | 52   | 52   | 38  |
| 7.  | Prekodravac Ždala             | 26  | 11   | 3    | 12   | 50   | 65   | 36  |
| 8.  | Mladost Kutnjak               | 26  | 10   | 4    | 12   | 49   | 70   | 34  |
| 9.  | Radnički Križevci             | 26  | 10   | 3    | 13   | 52   | 50   | 33  |
| 10. | Rasinja A.Š. Volan            | 26  | 10   | 3    | 13   | 45   | 50   | 33  |
| 11. | Mladost Carevdar              | 26  | 9    | 5    | 12   | 45   | 55   | 32  |
| 12. | Rudar Glogovac                | 26  | 10   | 2    | 14   | 50   | 67   | 32  |
| 13. | Bušpan Kozarevac              | 26  | 7    | 3    | 16   | 37   | 64   | 24  |
| 14. | Prigorje Sveti Petar Orahovec | 26  | 7    | 2    | 17   | 40   | 68   | 23  |

## Rezultatska križaljka
| kratica | klub                          | BUŠ | GRA | MLAC | MLAK | MLAPS | MLAS | PRE | PRI | RAD | RAS | REKA | RUDB | RUDG | UDA |
| --- | ----------------------------- | --- | --- | ---- | ---- | ----- | ---- | --- | --- | --- | --- | ---- | ---- | ---- | --- |
| BUŠ | Bušpan Kozarevac              |     |     |      |      |       |      |     |     |     |     |      |      |      |     |
| GRA | Graničar Novo Virje           |     |     |      |      |       |      |     |     |     |     |      |      |      |     |
| MLAC | Mladost Carevdar              |     |     |      |      |       |      |     |     |     |     |      |      |      |     |
| MLAK | Mladost Kutnjak               |     |     |      |      |       |      |     |     |     |     |      |      |      |     |
| MLAPS | Mladost Podravske Sesvete     |     |     |      |      |       |      |     |     |     |     |      |      |      |     |
| MLAS | Mladost Sigetec               |     |     |      |      |       |      |     |     |     |     |      |      |      |     |
| PRE | Prekodravac Ždala             |     |     |      |      |       |      |     |     |     |     |      |      |      |     |
| PRI | Prigorje Sveti Petar Orahovec |     |     |      |      |       |      |     |     |     |     |      |      |      |     |
| RAD | Radnički Križevci             |     |     |      |      |       |      |     |     |     |     |      |      |      |     |
| RAS | Rasinja A.Š. Volan            |     |     |      |      |       |      |     |     |     |     |      |      |      |     |
| REKA | Reka                          |     |     |      |      |       |      |     |     |     |     |      |      |      |     |
| RUDB | Rudar Botinovec               |     |     |      |      |       |      |     |     |     |     |      |      |      |     |
| RUDG | Rudar Glogovac                |     |     |      |      |       |      |     |     |     |     |      |      |      |     |
| UDA | Udarnik Zablatje              |     |     |      |      |       |      |     |     |     |     |      |      |      |     |
| |                               |     |     |      |      |       |      |     |     |     |     |      |      |      |     |
| podebljan rezultat - utakmice od 1. do 13. kola (1. utakmica između klubova) rezultat normalne debljine - utakmice od 14. do 26. kola (2. utakmica između klubova) rezultat nakošen - nije vidljiv redoslijed odigravanja međusobnih utakmica iz dostupnih izvora rezultat smanjen * - iz dostupnih izvora nije uočljiv domaćin susreta prekrižen rezultat - poništena ili brisana utakmica p - utakmica prekinuta 3:0 p.f. / 0:3 p.f. - rezultat 3:0 bez borbe n.i. - nije igrano |                               |     |     |      |      |       |      |     |     |     |     |      |      |      |     |

 Izvori:

## Unutarnje poveznice
- 3. ŽNL Koprivničko-križevačka
- 4. ŽNL Koprivničko-križevačka 2008./09.

## Vanjske poveznice
- Nogometni savez Koprivničko-križevačke županije  Arhivirana inačica izvorne stranice od 8. srpnja 2017. (Wayback Machine)
- ns-kckz.hr, 3. ŽNL Koprivničko-križevačka, rezultati i ljestvica  Arhivirana inačica izvorne stranice od 22. lipnja 2023. (Wayback Machine)